# Château Carbonnieux
Le château Carbonnieux, est un domaine viticole situé à Léognan en Gironde. Situé en AOC pessac-léognan, il est classé grand cru en blanc et en rouge dans le classement des vins de Graves.

## Histoire du domaine

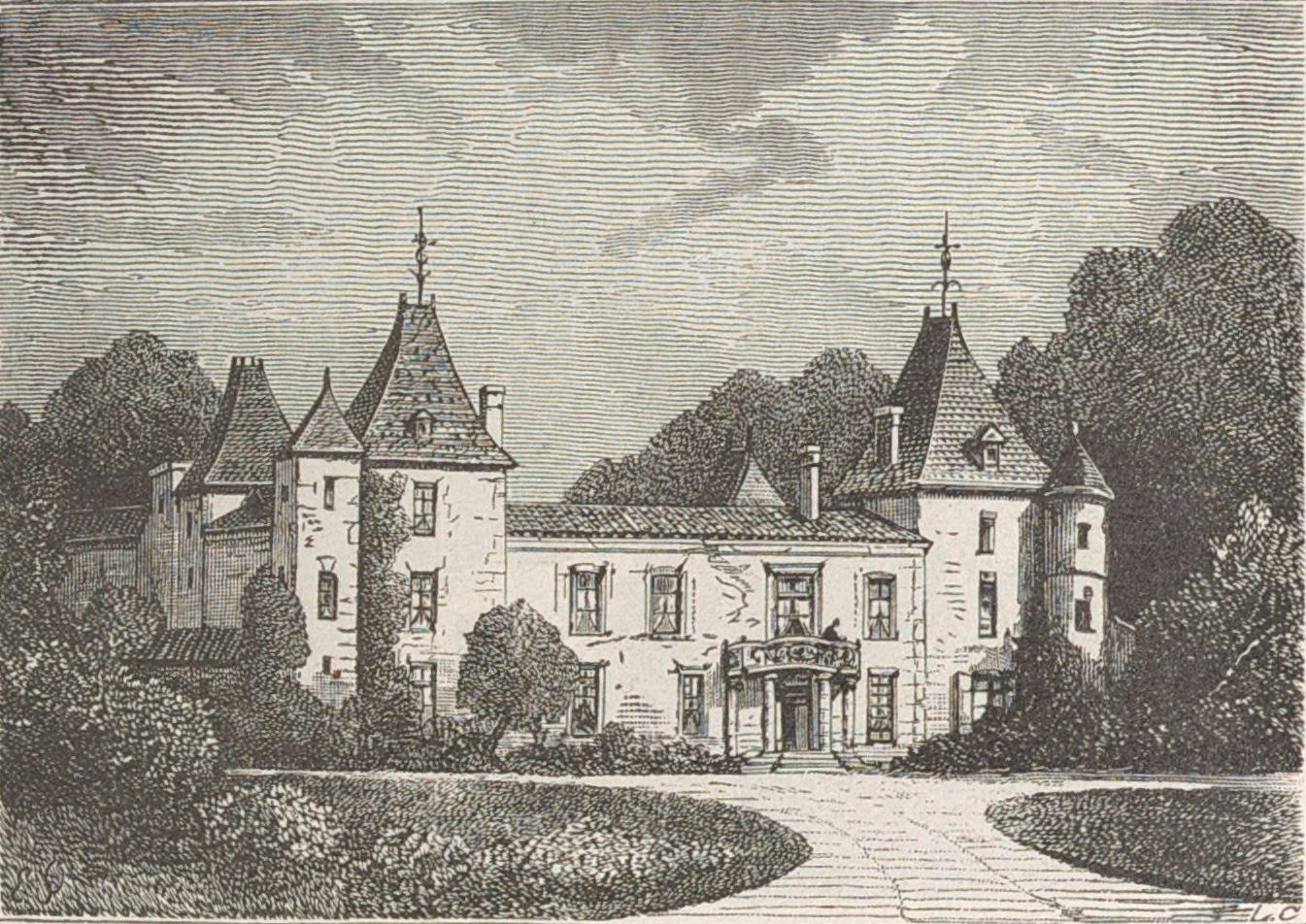
Illustration du Château Carbonnieux en 1949.

Les premiers vins de Bordeaux sont nés au sud de la ville, dans l'appellation Pessac-Léognan et Carbonnieux fait partie de ces tout  premiers producteurs. Le passé viticole du château et de son vignoble remonte au XIIIe siècle, à cette époque, les moines Bénédictins de l'abbaye Sainte-Croix de Bordeaux tiraient un revenu de cette exploitation en produisant du vin. Le nom de la propriété viendrait d'un certain Ramon Carbonnieu, le premier ayant défriché les terres.
De 1519 à 1740, la famille Ferron devient propriétaire du château Carbonnieux, famille notable de Bordeaux qui contribuera bénéfiquement au développement du vignoble et au négoce des vins. Ruinés les Ferron devront recéder la propriété aux moines de Sainte Croix. Ceux-ci remettent l'exploitation en état, augmentent sa superficie à 160 hectares, et diffusent le vin à travers le monde. Une légende raconte qu'ils envoyaient même du vin blanc au Sultan de Constantinople sous le nom d'« eau minérale de Carbonnieux », le subterfuge étant rendu possible grâce à la grande clarté des vins. Les Bénédictins vendaient également leurs vins aux Amériques, et Thomas Jefferson, futur troisième président des États-Unis et fin gastronome, fit une tournée en France et choisit de visiter Carbonnieux en 1787.
À la Révolution française, les moines furent saisis de leurs biens et en 1791, Elie Bouchereau, président trésorier de France à Bordeaux, se porta acquéreur de la propriété. La famille Bouchereau restera 87 ans à Carbonnieux et réunira une collection unique de 1242 plants de vigne de cépages français et étrangers. Cette importante étude ampélographique, dans la lignée de la pensée scientifique de l'époque, attirera beaucoup de visiteurs.
Plusieurs autres propriétaires se succédèrent ensuite, jusqu'en 1956 où la famille Perrin acheta le domaine. Après de nombreux travaux de replantation dans les vignes, de reconstruction dans les chais, d'investissement dans le matériel, le château Carbonnieux est à son apogée et le vin classé en blanc et en rouge depuis 1959, est distribué dans le monde entier.

## Terroir
À l'image des grands terroirs de l'appellation Pessac Léognan, les sols de Carbonnieux sont nés d'une très ancienne sédimentation de la Garonne, comme l'atteste la présence de nombreux fossiles marins. La morphologie du terroir s’explique par l’action du ruissellement des pluies qui dépouilla le manteau de graves déposé au cours du Quaternaire, sur quatre faces. Il en résulte une croupe, naturellement drainée, et un terroir riche en graves et assez diversifié. Le vignoble de Carbonnieux représente environ 92 hectares d'un seul tenant autour du château.
La nature des sols détermine le choix d'implantation des cépages de vignes. Sur les 50 hectares dédiés aux cépages rouges, le cabernet sauvignon (60 %) exprime les terroirs de graves profondes et massives, tandis que le merlot (30 %) se répartit entre les graves fines et les sols argileux. Le cabernet franc (7 %) est consacré aux sols argilo-calcaires recouverts de graves fines tout comme le petit verdot (3 %). 
Pour ce qui concerne les 42 hectares plantés en cépages blancs, le sauvignon (65 %) domine sur les sols de graves profondes, et se trouve aussi présent sur les graves fines comme sur les sols argilo-calcaires. Le sémillon (35 %) est restreint uniquement aux sols argilo-calcaires. Le choix de ces implantations est important dans l'obtention des meilleurs arômes pour le vin.
La moyenne d'âge du vignoble de blanc est de 30 ans, celle du vignoble de rouge est de 27 ans.
L'addition d'un certain nombre de facteurs (géographie, cépages, exposition, sols...) apporte au terroir de Carbonnieux des conditions de grande précocité, en effet, les vendanges de la région de Bordeaux débutent chaque année sur les terres de ce château[réf. nécessaire].
Le climat prédominant de la région est océanique : douceur et humidité favorable à la culture viticole.

## Vins

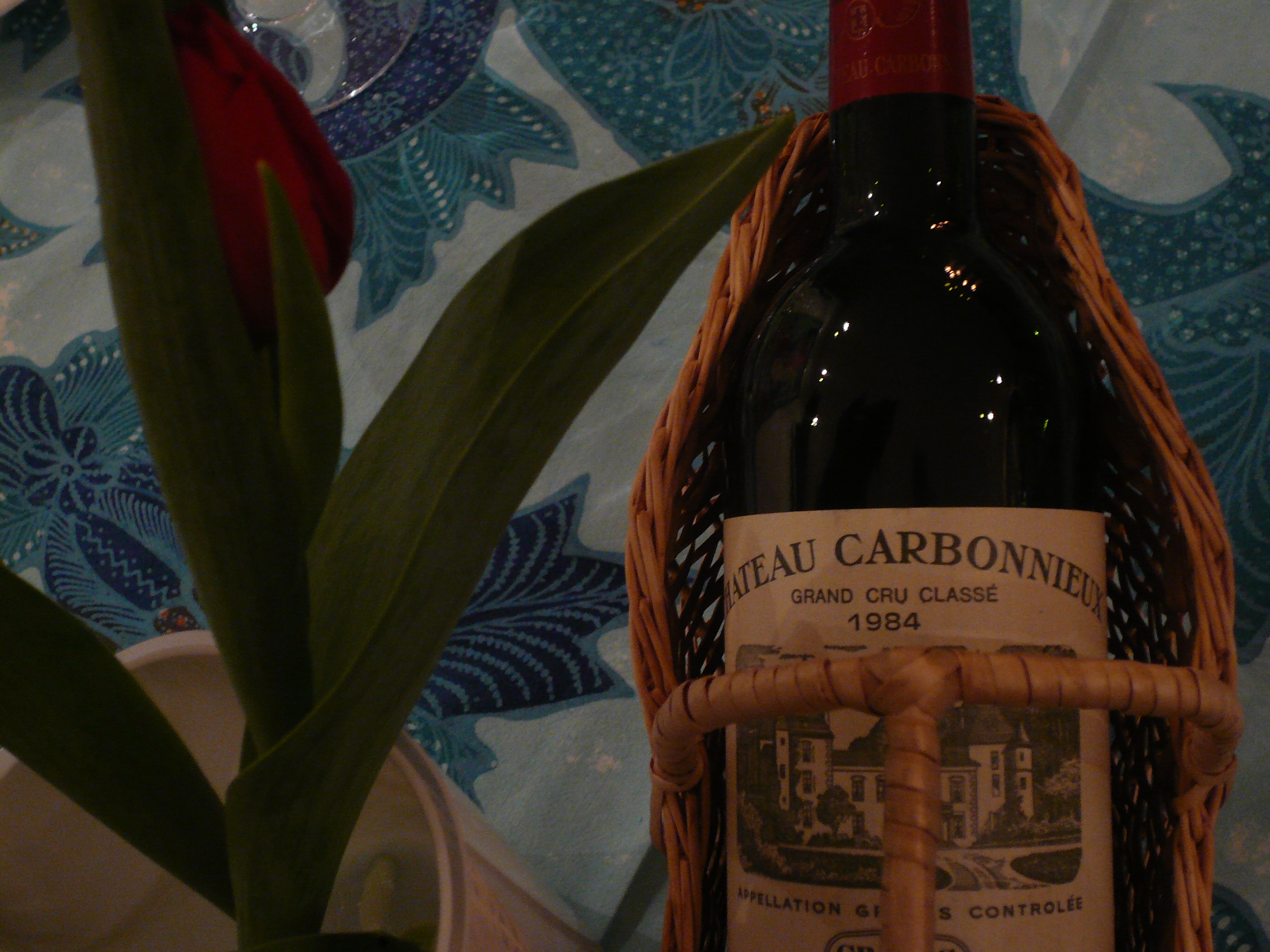
Château Carbonnieux 1984.

Le château Carbonnieux produit environ 1 950 hl de vin blanc (soit 260 000 bouteilles) et 2 250 hl de vin rouge (soit 300 000 bouteilles) en appellation pessac-léognan. Les vins sont élaborés en collaboration avec l'UFR d'œnologie de l'Université Bordeaux II, l'INRA (Institut de National de Recherche Agronomique) et l'ISVV (institut des Sciences de la Vigne et du Vins).
Le château Carbonnieux produit également deux seconds vins qui sont le Château Tour Léognan (en rouge et blanc) et La croix de Carbonnieux (en rouge et blanc ainsi que rosé certaines années).
Les vendanges qui débutent exceptionnellement tôt, sont réalisées de façon manuelle et durent environ 5 à 7 semaines avec des équipes saisonnières pouvant atteindre 120 personnes. Les raisins sont triés sur pied et au cuvier sur table de tri afin de ne presser que des baies saines. Un minimum de manipulation est recherché pour limiter les risques d'oxydation et d'altération des fragiles premiers jus. Les jus de blanc sont refroidis à 10 °C pour subir une macération pelliculaire de quelques heures. Les pressurages et les fermentations suivent des protocoles très précis selon les cépages et la qualité des raisins obtenus.
L'élevage en barriques bordelaises (de 225 litres) dure 8 à 10 mois pour le blanc et 18 mois pour le rouge. Les jus sont tous identifiés par parcelle récoltée ayant des qualités organoleptiques homogènes ; ainsi l'assemblage final du vin qui intervient peu avant les mises en bouteilles, peut être réalisé en choisissant parmi une palette aromatique de 30 à 40 lots de vins différents.

## Galerie

Château Carbonnieux en images
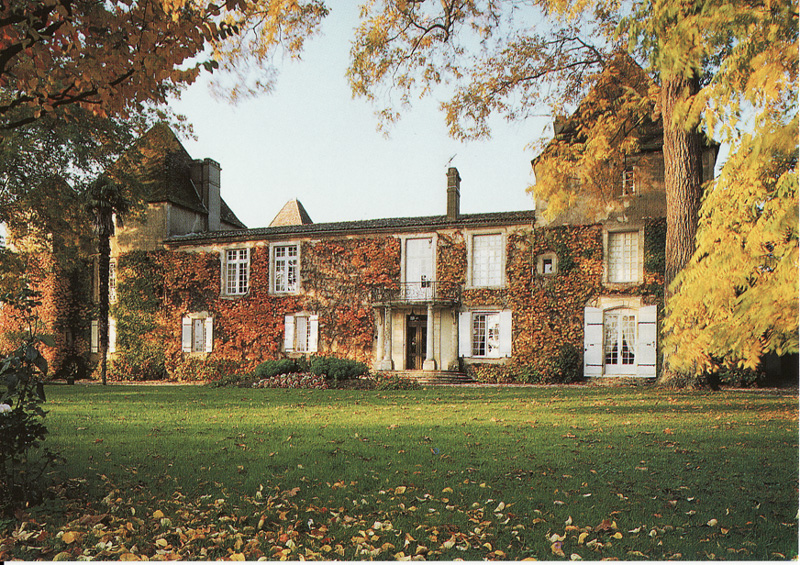
Le parc.
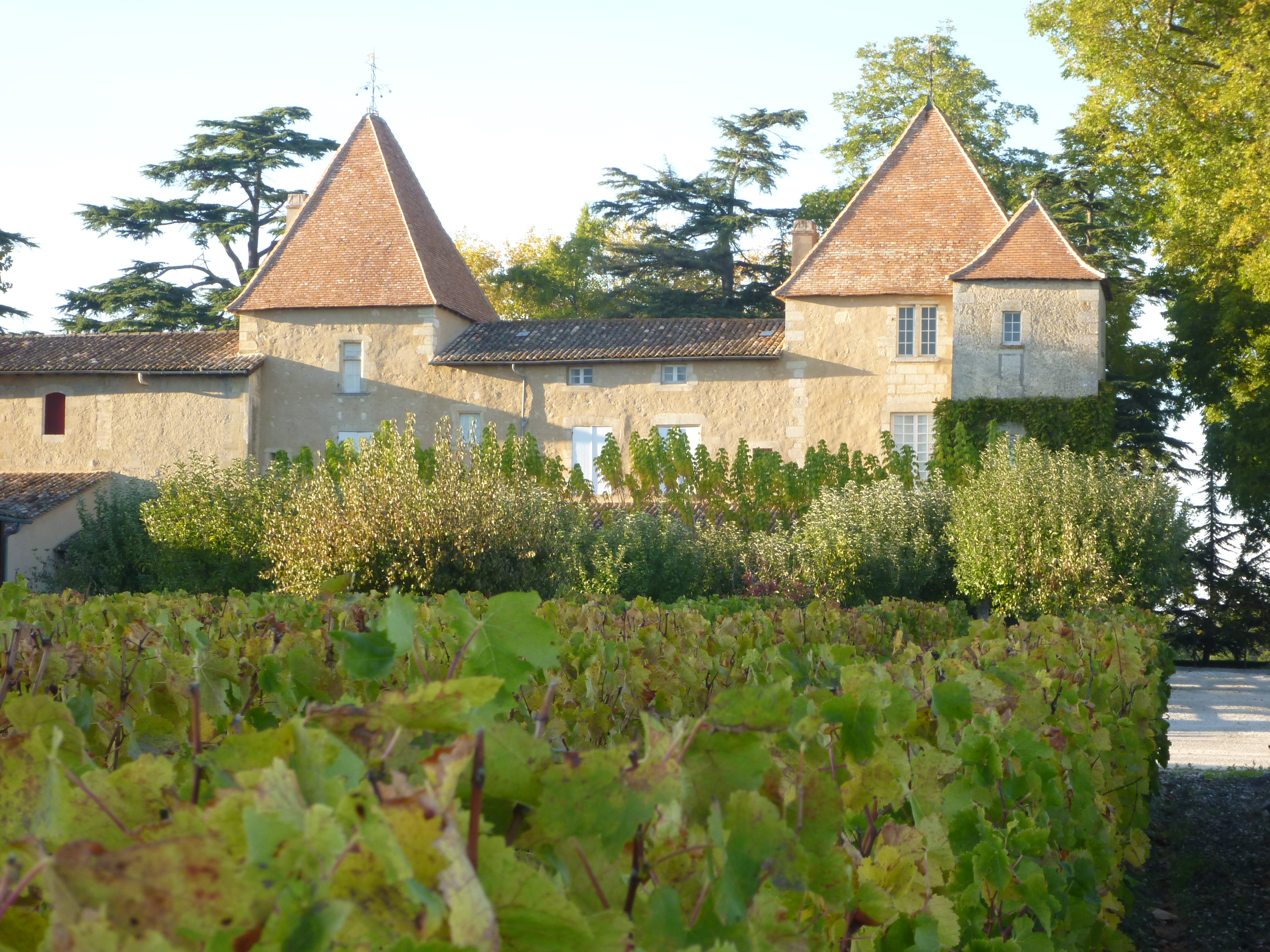
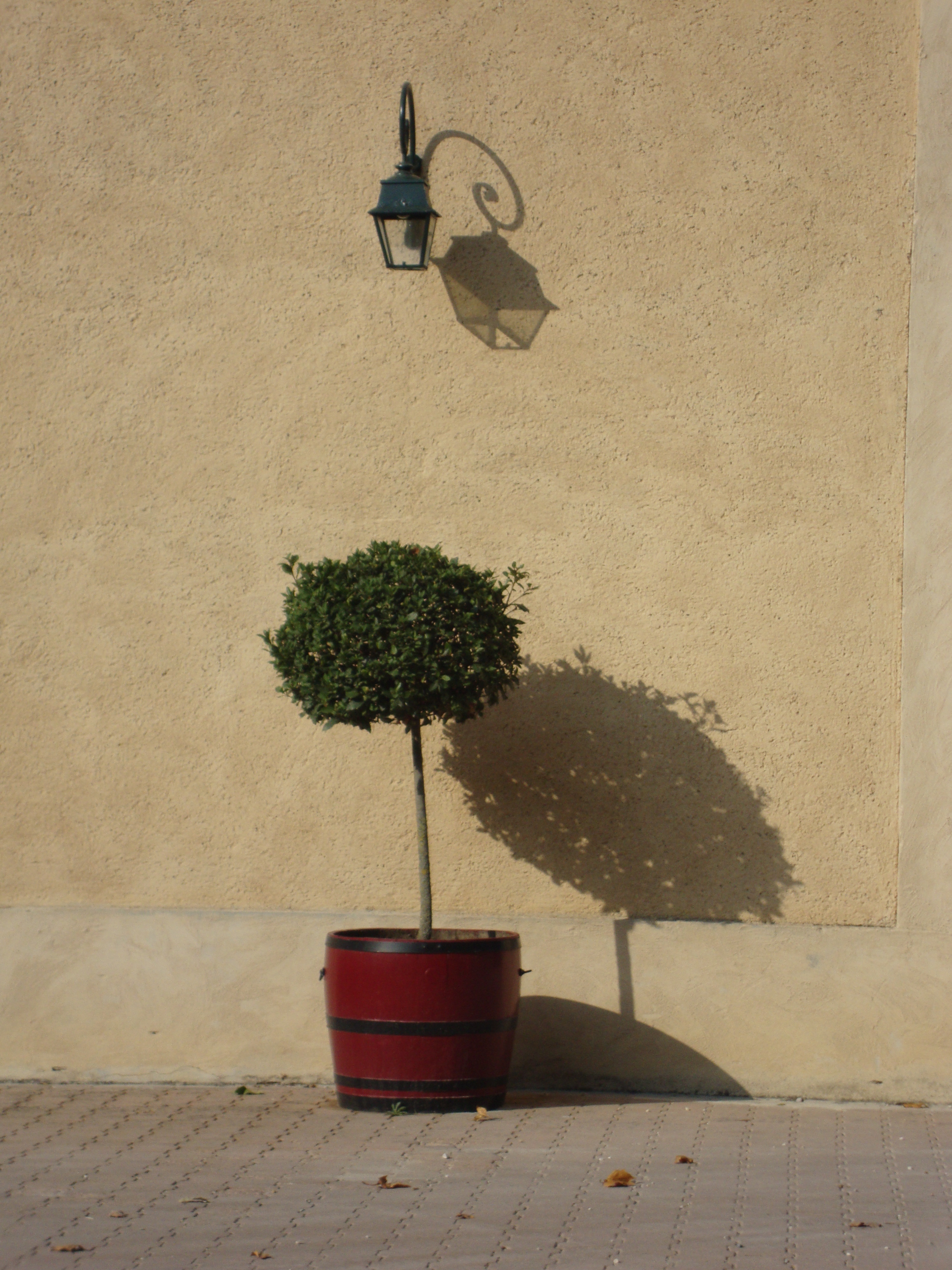
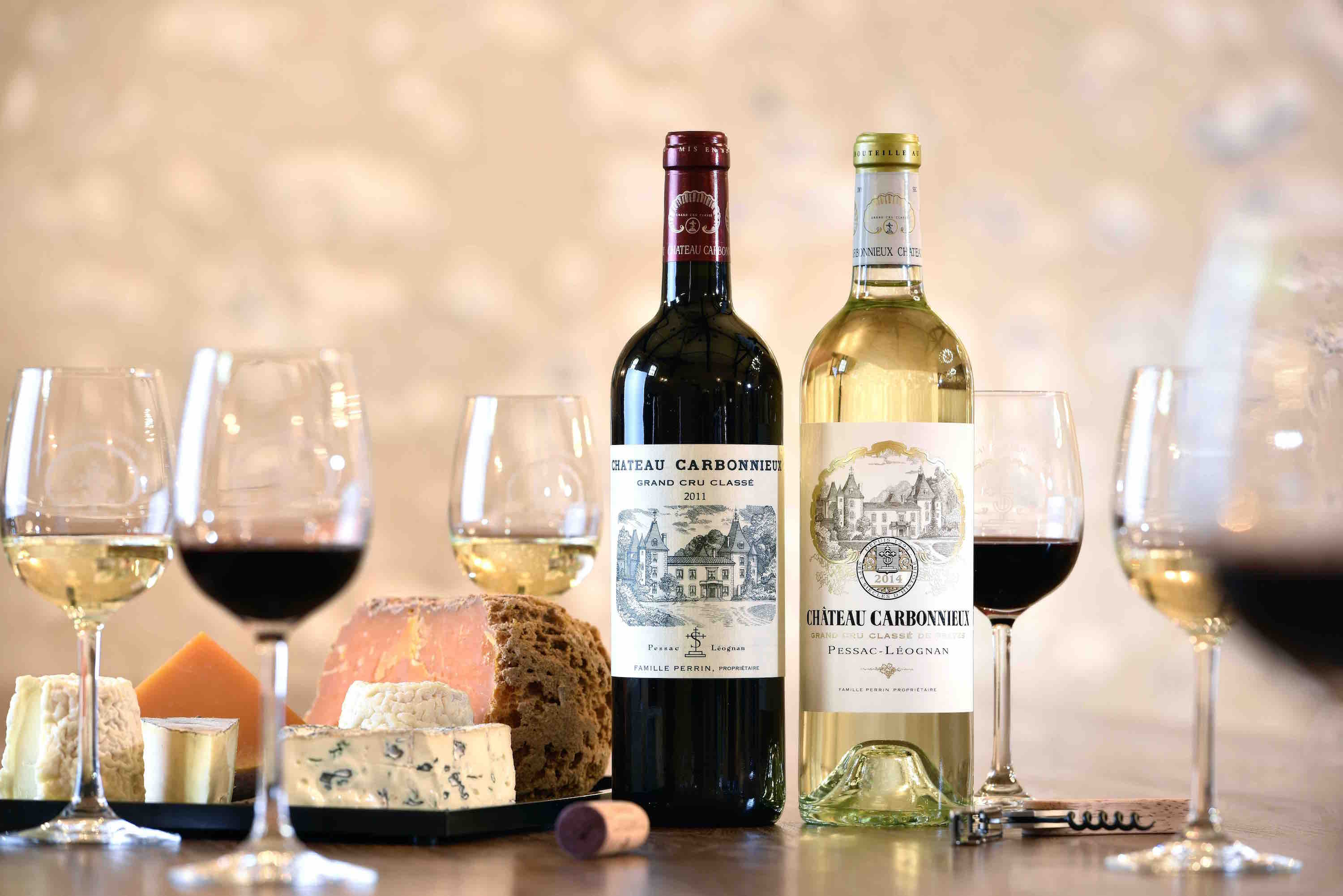
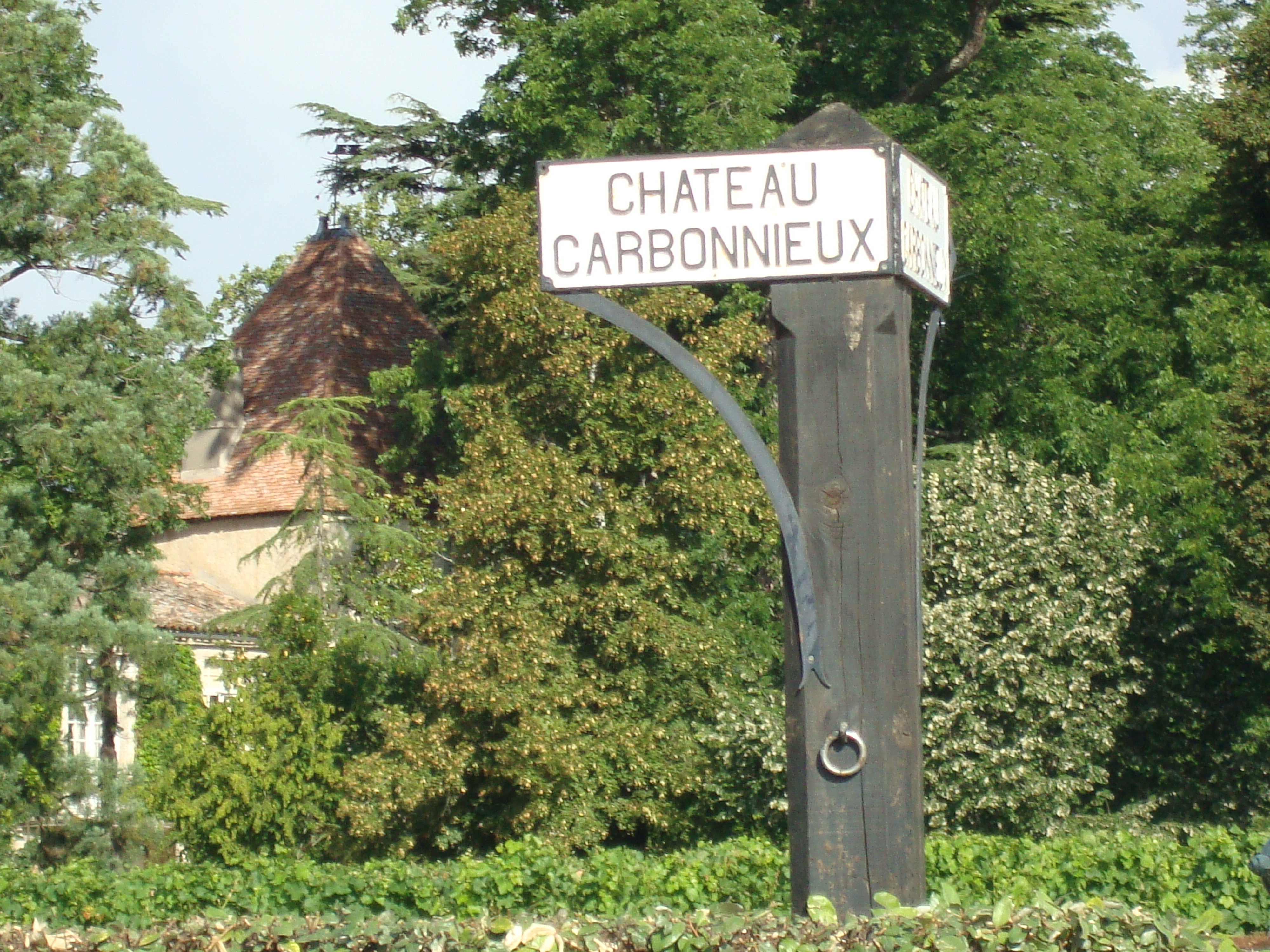
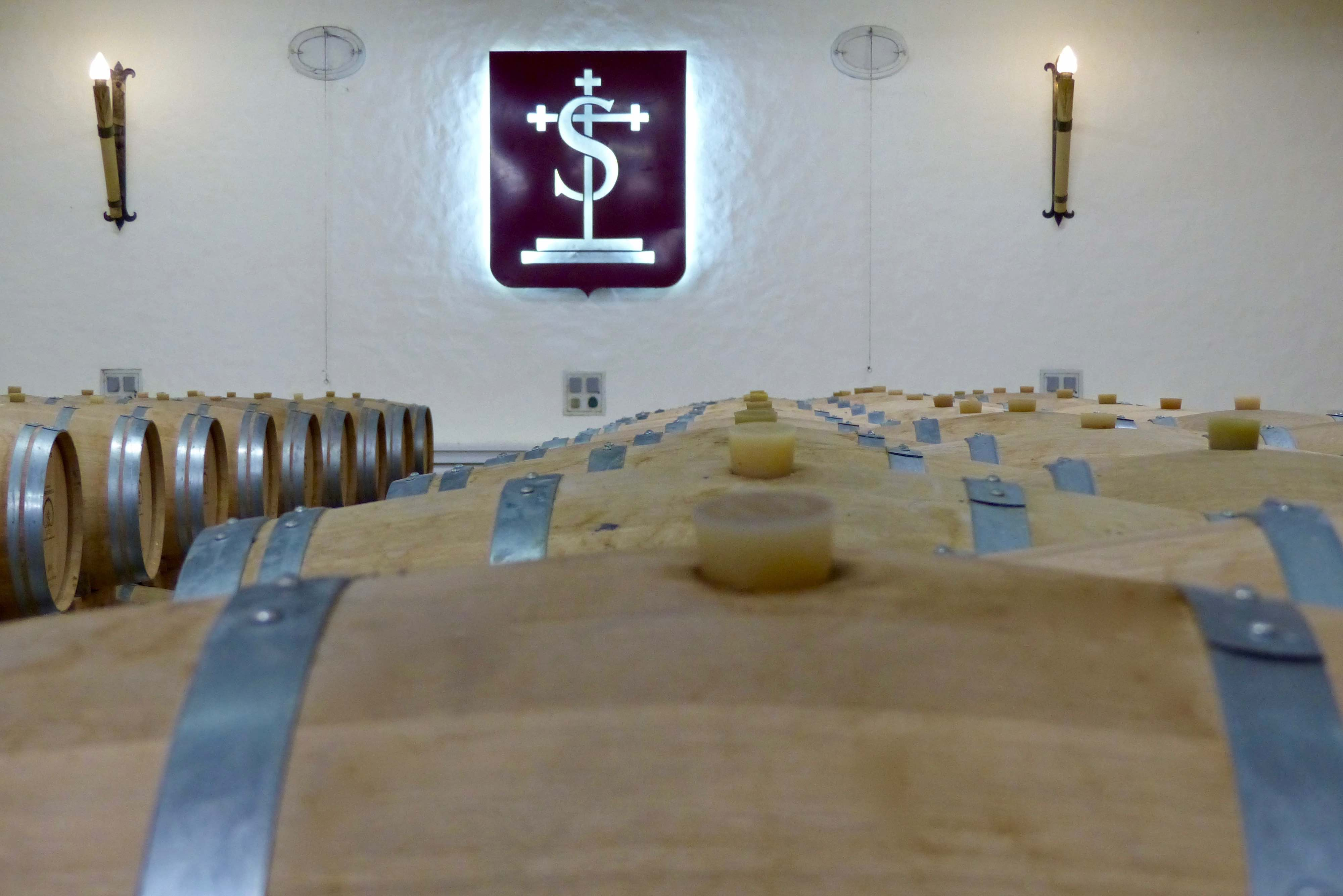
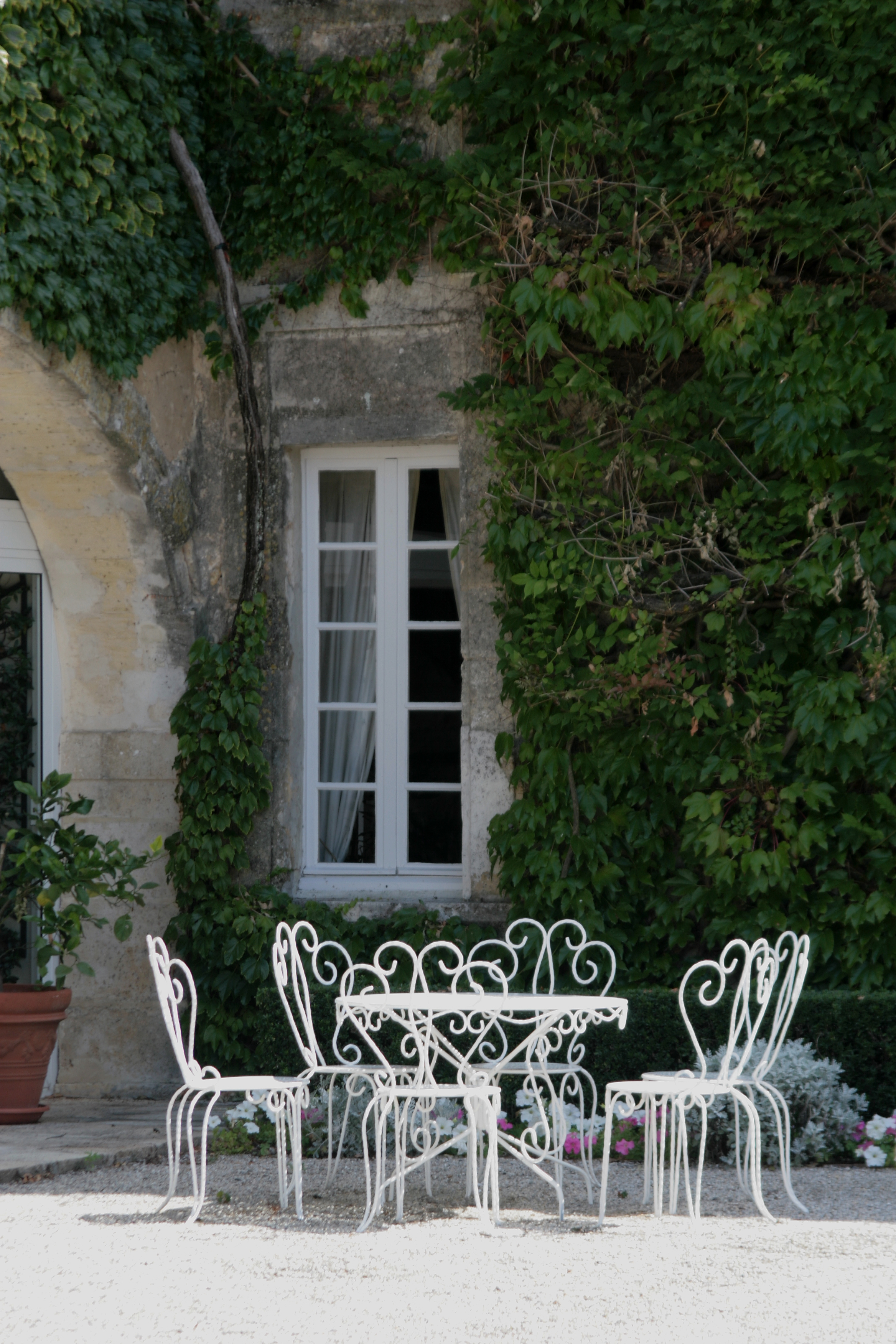
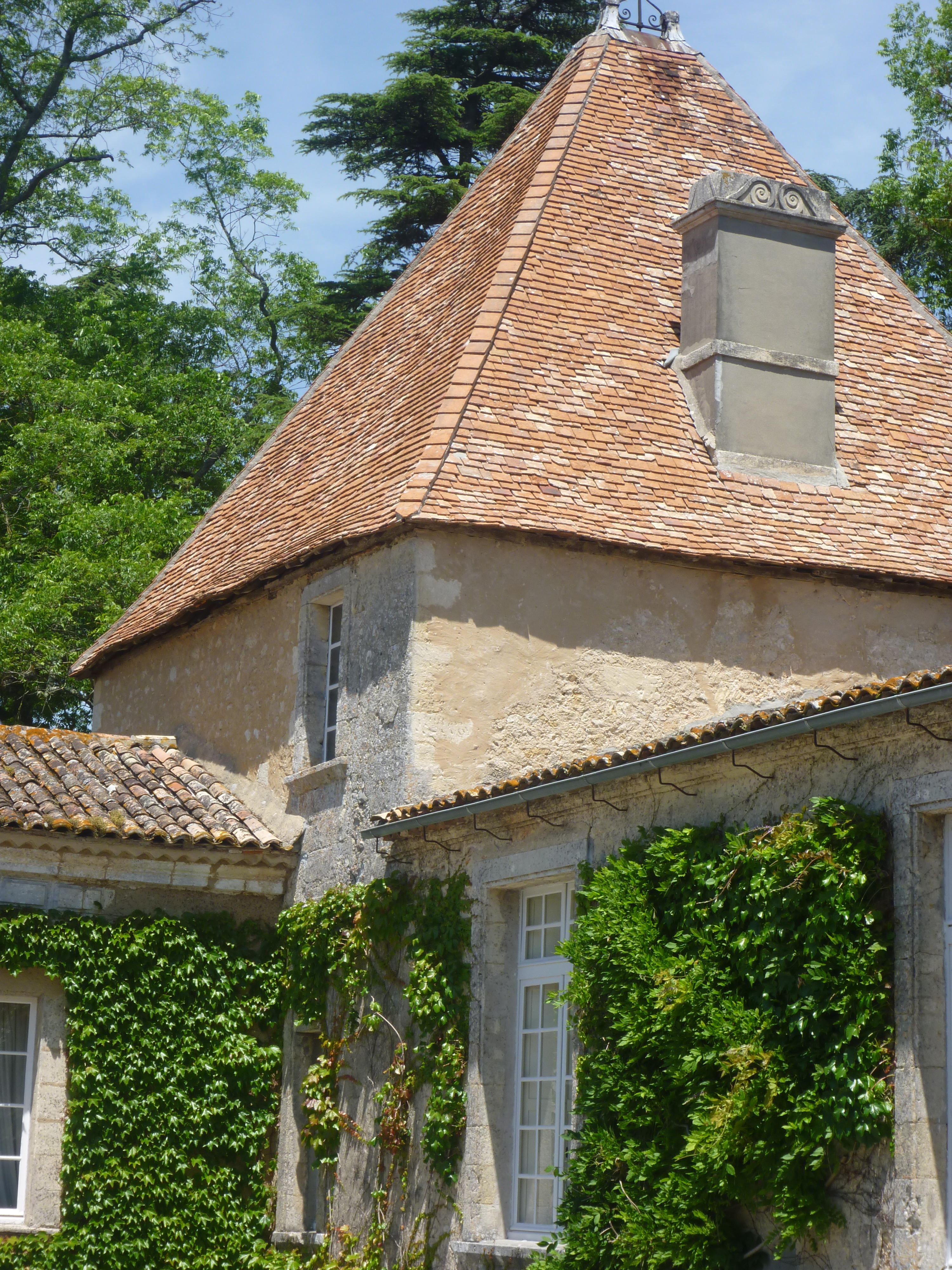